# Paulytettix wieringai
Paulytettix wieringai är en insektsart som beskrevs av Luc A. Devriese 1999. Paulytettix wieringai ingår i släktet Paulytettix och familjen torngräshoppor. Inga underarter finns listade i Catalogue of Life.